# ニューイングランドの暗黒日
ニューイングランドの暗黒日（ニューイングランドのあんこくび）とは、アメリカ合衆国のニューイングランド地方で、昼間の空が普段になく暗くなっているのが観測された、1780年5月19日をいう。このような現象が起こった主要な原因は、森林火災による煙や、濃い霧、それに雲量が複合したものだと考えられている。この暗闇は非常に顕著なものだったために、真昼であるのにもかかわらず蝋燭が必要になった。この暗闇は次の夜半まで収まることはなかった。

## 暗闇が発生した範囲
ハーバード大学の教授であるサミュエル・ウィリアムズによれば、この暗闇が観測された北限は少なくともメイン州ポートランドよりは北にあり、南ではニュージャージー州までで観測された。暗闇はペンシルベニア州では観測されなかった。
アメリカ独立戦争の兵士でもあったジョゼフ・プラム・マーティンは、以下のように述べている。
私たちは「暗黒日」が発生したとき、ここにいたが、ニュージャージー州で観測された暗闇はニューイングランドで観測されたそれよりは凄惨なものではなかったといわれている。私はニューイングランドでの暗闇がいかに凄惨なものであったか知らないが、私が当時いたニュージャージー州でも相当空が暗くなったことは知っている。あまりにも暗すぎたので、鳥たちは自分の巣に帰ってしまい、料理人たちはホイップアーウィルヨタカたちと一緒に普段通りのセレナーデを歌った。人々は普段通りの仕事をするために自分の家を蝋燭で照らさなければならなかった。昼と同じように、夜の暗さも常軌を逸したものだった。

## 経過
この暗闇の最初の報告は、バーモント州のルパートからのもので、日の出のときにはすでに太陽の形が不明瞭であったという。教授のサミュエル・ウィリアムズは、マサチューセッツ州ケンブリッジから暗闇を観測した。それによれば、並外れた暗闇は10時から11時までの間に始まり、次の夜の半ばまで続いたという。マサチューセッツ州ウェストボローの牧師エベニーザー・パークハムは、暗闇のピークは正午までに来たと報告した。しかし、暗闇がいつ始まったかについては報告されていない。ハーバード大学では、暗闇は10時30分に始まり、12時45分にピークを迎え、13時10分までには軽減されたが、その日は終日、重い曇り空が続いたと記録されている。暗闇はマサチューセッツ州バーンスタブルでは、14時までに始まり、17時半にピークを迎えたと報告されている。
14時には、マサチューセッツ州イプスウィッチでも、あたかも夜になったかのように雄鶏が鳴き、ヤマシギがさえずり、カエルがぴよぴよと鳴いた。強い煤のような臭いが大気中に立ち込めたうえに、雨水が焼けた葉の破片や灰で覆われ、薄いフィルムを被ったように見えるようになったという報告もある。ほぼ同時刻の報告でも、ニューハンプシャー州の一部で、灰や燃え殻が降り積もり、その深さは15センチメートルほどになったとされている。

## その他の大気現象
暗黒日の直前の数日間、ニューイングランドからは、太陽が赤く見え、空は黄色く見えていた。暗闇になっていた間、煤煙が川の水や雨水の中に集まっているところが観測され、煙の存在を疑わせた。そして、本当の夜が来ると、人々は月が赤く輝いているのを観測した。ニューイングランドの一部では、1780年5月19日の朝、雨が降っていたことが、暗黒日の空が雲に覆われていたことの裏付けとなっている。

## 宗教的解釈
当時はまだ原始的な通信技術しかなかったため、ほとんどの人々は暗闇に当惑し、不思議な感情を覚えた。そのために、この暗闇について、多くの宗教的な説明がなされた。
コネチカット州では、植民地議会 (1818年以降のコネチカット州議会元老院)の議員であるアブラハム・ダベンポートが、最後の審判の日に関する同僚の恐れに対して、以下のような返答をしたことで、最も有名になった。
私は延期に反対する。最後の審判の日は、近づいているか、近づいていないかのどちらかだ。もし近づいていないのであれば、延期する理由はない。もし近づいているのであれば、私は自分の義務を果たしていると見られることを選ぶ。それゆえに、私は蝋燭が持って来られることを望む。
ダベンポートの勇気は、ジョン・グリーンリーフ・ホイッティアによる詩『アブラハム・ダベンポート』の中で記念された。エドウィン・マーカムも、自身が詩集「天国の門などについての詩」に掲載した『審判の時間』の中で、これを記念した。
セブンスデー・アドベンチスト教会のアーサー・S・マックスウェルは、自身の著書『聖書物語』シリーズの第10巻でこの出来事について取り上げた。ただ、同教会の先進的再臨待望運動家の学者たちは、この出来事をイエス・キリストの再臨が近づいている証拠とは解釈しなかった。ただ、キリスト教徒、とりわけこの出来事を聖書の終末に描かれた終末の体現であるとしたエレン・グールド・ホワイトの書き物に高い敬意を払っている同教会の保守的再臨待望運動家たちの中には、現在でも暗黒日を『新約聖書』の預言が実現した日の一つであったとみなしている者がいる。

## 原因

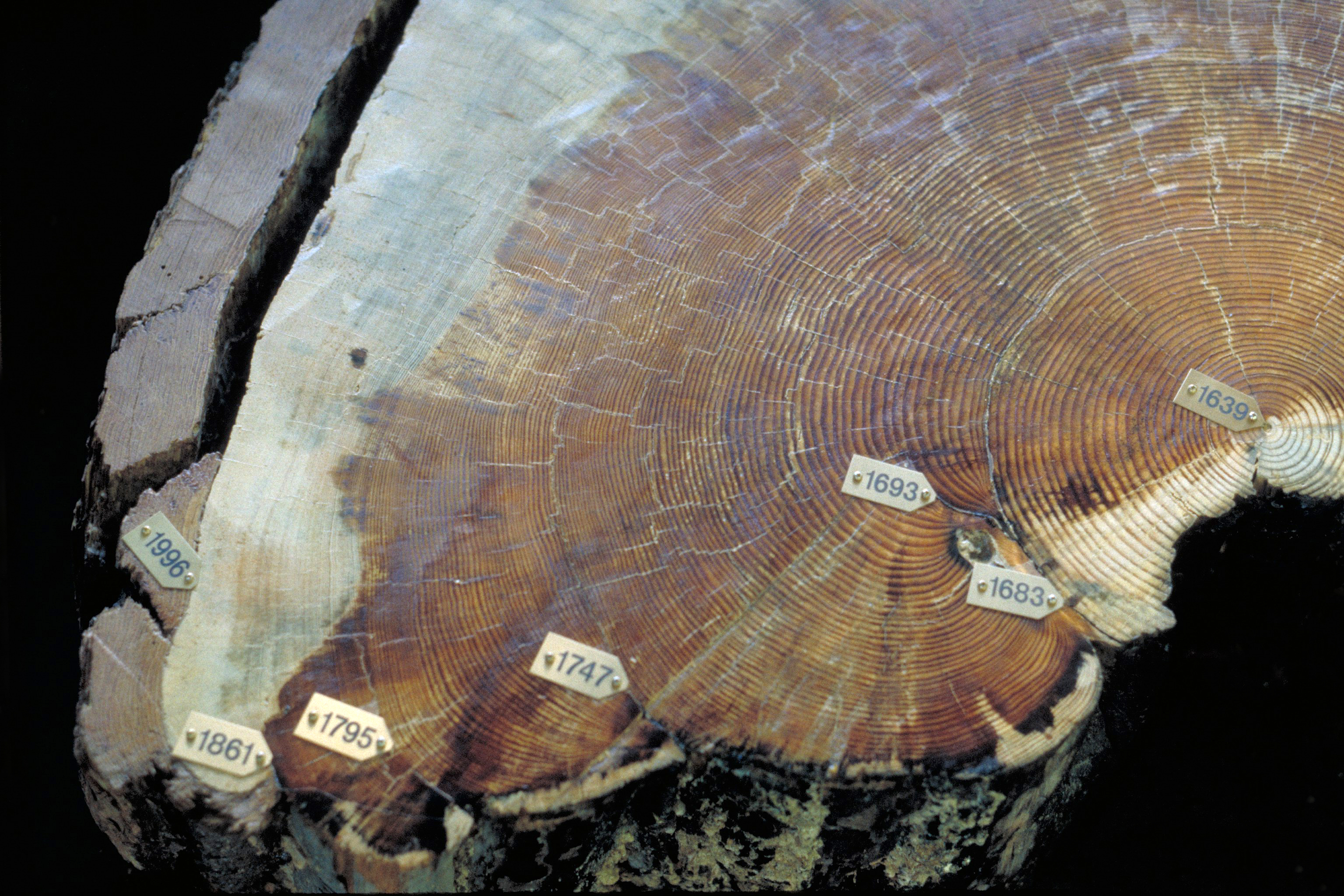
森林火災の痕跡が残る木

暗黒日の原因は、恐らく広範囲にわたる森林火災で発生した煙であるだろうと考えられており、暗黒日と同時期にそれがあったという証拠がある。火が木を襲っても木が枯れずに、その後も生長を続けた場合、年輪には傷跡が残る。これにより、過去の火災が発生した大まかな時期を特定することが可能になっている。今日ではカナダ・オンタリオ州のアルゴンキン州立公園の領域にある森林で、研究者たちが年輪と傷跡を調査したところ、1780年に火災があり、これが暗黒日の発生に繋がったという証拠が発見された。